# Scutellinia

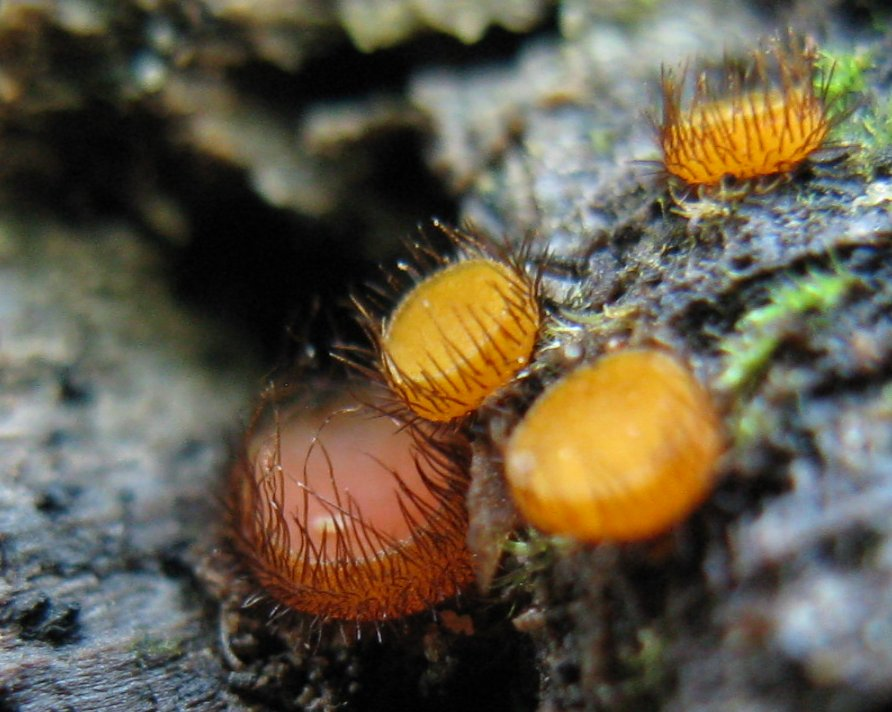
Scutellinia erinaceus

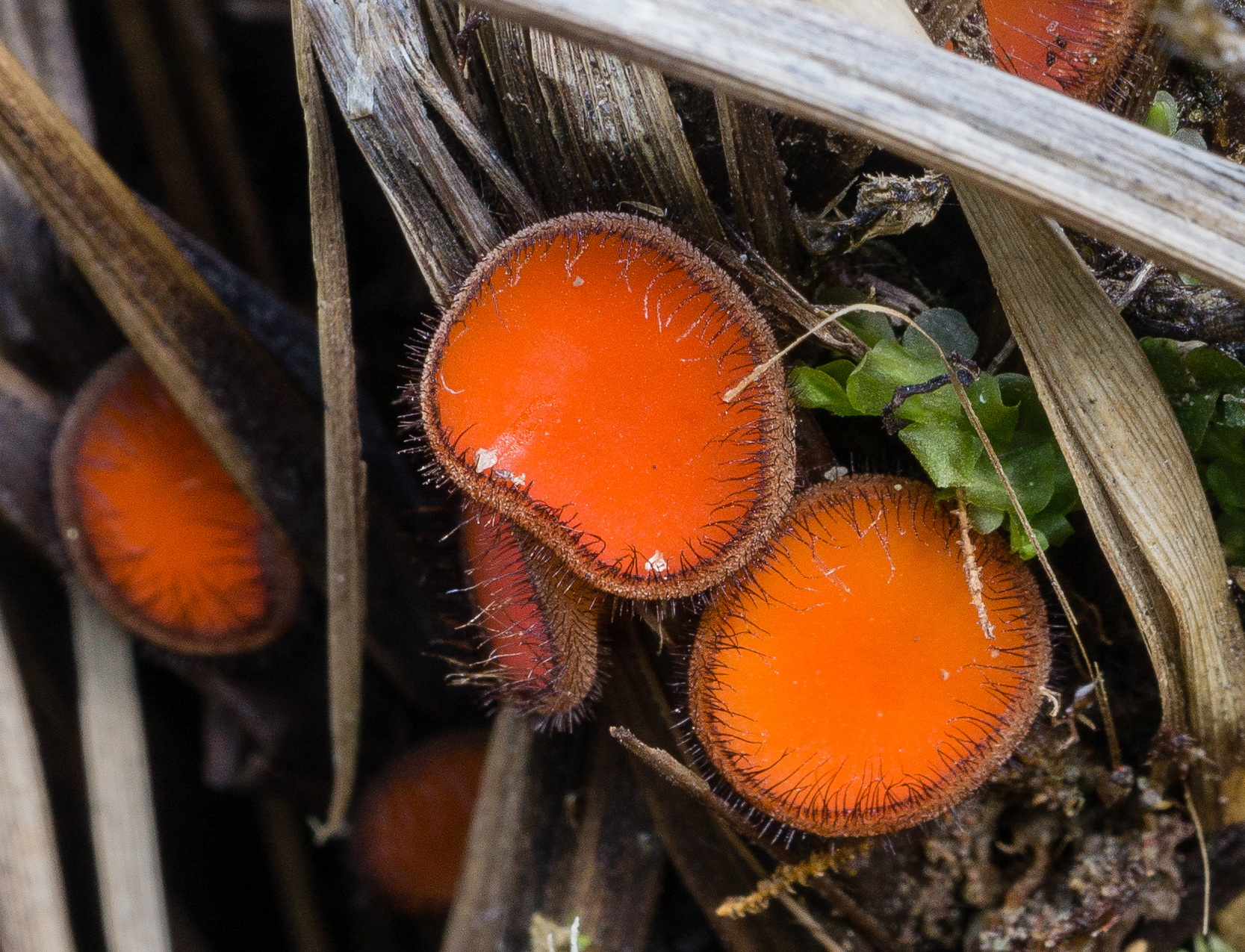
Scutellinia umbrorum

Scutellinia (Cooke) Lambotte (włośniczka) – rodzaj grzybów należący do rodziny Pyronemataceae.

## Charakterystyka
Grzyby o drobnych owocnikach w postaci orzęsionego po bokach apotecjum, które może być wklęsłe lub płaskie. Rosną na ziemi, na skałach, na drewnie i innych podłożach organicznych. Wewnętrzna powierzchnia z hymenoforem ma barwę białawą, pomarańczową lub w różnych odcieniach czerwieni, powierzchnia zewnętrzna jest tej samej barwy lub brunatna i pokryta jest szczecinkami. Szczecinki mają barwę od brązowej do czarnej, są sztywne i ostro zakończone. Posiadają wewnętrzne przegrody i korzeniastą część, a u niektórych gatunków bywają rozdwojone. Zarodniki hialinowe, o kulistym, elipsoidalnym lub wrzecionowatym kształcie, z licznymi kroplami. Powierzchnia zarodników jest drobno ornamentowana, pokryta różnej u różnych gatunków wielkości brodawkami, lub kolcami. Gatunki są morfologicznie bardzo podobne, pewne rozpoznanie gatunku możliwe jest tylko na podstawie mikroskopowych szczegółów budowy.

## Systematyka i nazewnictwo
Pozycja w klasyfikacji według Index Fungorum: Pyronemataceae, Pezizales, Pezizomycetidae, Pezizomycetes, Pezizomycotina, Ascomycota, Fungi.
Takson Scutellinia utworzył w 1887 r. Jean Baptiste Émil Lambotte przez podniesienie do rangi rodzaju istniejącego od 1879 r. podrodzaju Peziza subgen. Scutellinia Cooke.
Synonimy nazwy naukowej: Ciliaria Quél.
Ciliaria Quél. ex Boud.,
Humariella J. Schröt.,
Lachnea (Fr.) Gillet,
Melastiziella Svrček
Patella F.H. Wigg.,
Peziza subgen. Scutellinia Cooke,
Peziza subgen. Sphaerospora Vido,
Rubelia Nieuwl.
Sphaerospora (Vido) Sacc.
Stereolachnea Höhn.
Trichaleurina Rehm,
Trichaleuris Clem.
Nazwa polska według M. A. Chmiel.
Gatunki występujące w Polsce:
- Scutellinia arenosa (Velen.) Le Gal 1967[6]
- Scutellinia armatospora Denison 1961
- Scutellinia barlae (Boud.) Maire 1933
- Scutellinia carneosanguinea (Fuckel) O. Kuntze 1891[6]
- Scutellinia cejpii (Velen.) Svrček 1971
- Scutellinia crinita (Bull.) Lambotte 1887
- Scutellinia decipiens Le Gal 1966
- Scutellinia diaboli (Velen.) Le Gal 1964
- Scutellinia erinaceus (Schwein.) Kuntze 1891
- Scutellinia heterosculpturata Kullman & Raitv. 1977
- Scutellinia immersa Svrček 1971
- Scutellinia kerguelensis (Berk.) Kuntze 1891
- Scutellinia legaliae Lohmeyer & Häffner 1983
- Scutellinia lusatiae (Cooke) Kuntze 1891
- Scutellinia macrospora (Svrček) Le Gal 1964
- Scutellinia minor (Velen.) Svrček 1971
- Scutellinia minutella Svrček & J. Moravec 1969
- Scutellinia nigrohirtula (Svrček) Le Gal 1964
- Scutellinia olivascens (Cooke) Kuntze 1891
- Scutellinia patagonica (Rehm) Gamundí 1960
- Scutellinia pennsylvanica (Seaver) Denison 1961
- Scutellinia pseudotrechispora (J. Schröt.) Le Gal 1962
- Scutellinia scutellata (L.) Lambotte 1887 – włośniczka tarczowata
- Scutellinia setosa (Nees) Kuntze 1891
- Scutellinia setosissima Le Gal 1969
- Scutellinia sinensis M.H. Liu 1996
- Scutellinia subhirtella Svrček 1971
- Scutellinia superba (Velen.) Le Gal 1964
- Scutellinia trechispora (Berk. & Broome) Lambotte 1887 – włośniczka szorstkozarodnikowa
- Scutellinia umbrorum (Fr.) Lambotte 1887
- Scutellinia vitreola Kullman 1982

Nazwy naukowe na podstawie Index Fungorum. Wykaz gatunków i nazwy polskie według M.A. Chmiel i innych.